# Скандинавский проезд (Петрозаводск)
Скандинавский проезд — улица в Петрозаводске. Расположена в районе Древлянка. Проходит от Ярославской улицы до Оборонной улицы. Длина — около 620 метров.

## История
В феврале 2013 года началась активная фаза строительства микрорайона Древлянка-5. Первая улица, построенная в районе, в 2014 году получила название «Скандинавский проезд». Название дано по жилому комплексу, который на ней расположен (жилой комплекс «Скандинавия»).
В 2017 году улица была передана в муниципальную собственность, что позволило запустить в район автобусные маршруты № 12 и № 19.
В 2018 году улица была расширена для запуска по ней автобусного движения. Также, были смонтированы остановочные павильоны и оборудованы светофоры.

## Застройка
В основном, улица застроена жилыми объектами. В зданиях присутствует коммерция.

### Нечётная сторона
№ 3 — детский сад, открыт в 2019 году;
№ 5, № 5А, № 7, № 7А, № 9, № 9А, № 11, № 11А — жилая застройка.

### Чётная сторона
№ 2, № 2А, № 2Б, № 4, № 6, № 6А, № 8, № 8А, № 10, № 10А, № 12, № 12А, № 14, № 14А, № 16 — жилая застройка.

## Транспорт

### Автобус

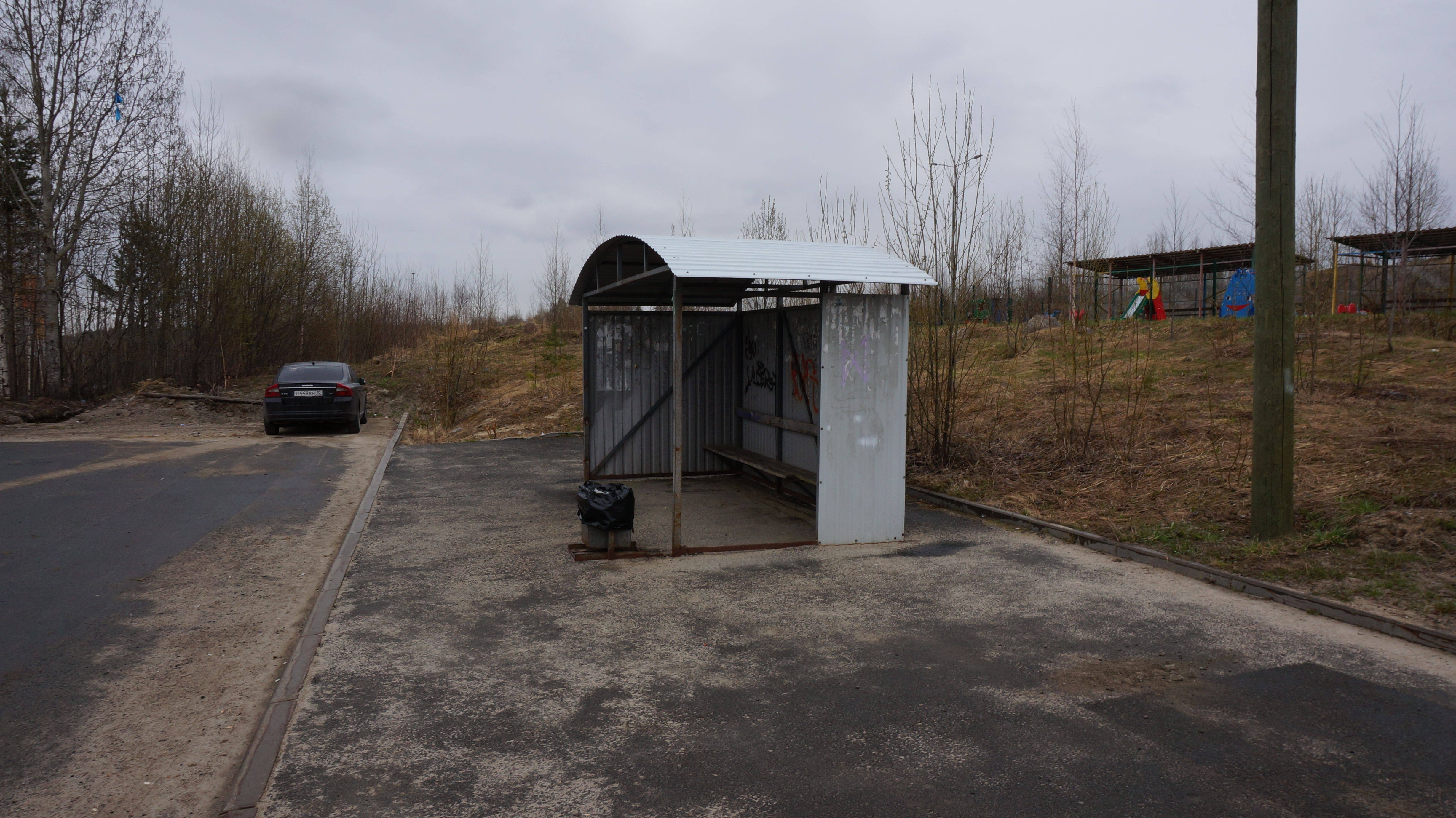
Остановка «ЖК Скандинавия»

На улице обустроен один остановочный пункт — «ЖК Скандинавия». На 26 мая 2025 года, по улице осуществляется движения 7 автобусных маршрутов.
- № 4 «Рабочая улица — Финский проезд», в направлении Рабочей улицы;
- № 12 «Финский проезд — ЖК Бульвар у родников», вдоль всей улицы;
- № 14 «Рабочая улица — Финский проезд», в направлении Рабочей улицы;
- № 17 «Финский проезд — ЖК Бульвар у родников», вдоль всей улицы;
- № 19 «Финский проезд — ЗАО „Петрозаводскмаш“», вдоль всей улицы;
- № 23 «Финский проезд — Зимник», в направлении Зимника;
- № 28 «Рабочая улица — Финский проезд», в направлении Рабочей улицы.